# 爱国卫生运动
爱国卫生运动，是自1950年代起中华人民共和国开展的群众性卫生运动，是中华人民共和国卫生工作的重要组成部分。

## 简介
抗日战争和第二次国共内战时期，陕甘宁边区政府将开展全地区卫生运动列为施政纲领。1941年，陕甘宁边区成立防疫委员会，开展以灭蝇、灭鼠，防止鼠疫、霍乱为工作中心的军民卫生运动。中华人民共和国成立后，国家继续贯彻“预防为主”的卫生工作方针，继续开展群众性卫生运动。
1952年，中共声稱美军飞机共14批148架次在2月29日侵入中华人民共和国安东（丹东）、抚顺、凤城等地播撒带有细菌、病毒的昆虫。故在3月14日，中央人民政府政务院决定成立中央防疫委员会，任务是领导反细菌战，开展爱国卫生运动。1952年3月19日，中央防疫委员会向各省、自治区、直辖市发布反细菌战指示，要求各地搞好灭蝇、灭蚊、灭蚤、灭鼠、灭其他病媒昆虫的工作。各地方政府陆续成立相应的防疫机构。1952年7月10日，《人民日报》发表《进一步开展爱国卫生运动》的社论，指出爱国卫生运动是重大政治任务。在「抗美援朝、保家卫国」的浪潮中，群众性卫生防疫运动“爱国卫生运动”蓬勃发展起来。
1952年12月，中央人民政府政务院发出《关于1953年开展爱国卫生运动的指示》，各级“防疫委员会”改称“爱国卫生运动委员会”（简称“爱卫会”），其中中央防疫委员会改称“中央爱国卫生运动委员会”（简称“中央爱卫会”）。自此，“卫生工作与群众运动相结合”被确定为中华人民共和国卫生工作四大方针之一。后来，爱国卫生运动委员会统筹协调公共环境卫生、病媒生物防治（除四害）、普及卫生知识、增强卫生组织。
中华人民共和国开始执行国民经济第一个五年计划时，中央人民政府发出指示，在全国继续开展爱国卫生运动。1955年，中共中央发出通知，给爱国卫生运动提出了“除四害”的任务。1957年9月20日，中共八届三中全会进一步明确了爱国卫生运动的任务和目的是：“除四害，讲卫生，消灭疾病，振奋精神，移风易俗，改造国家。”1958年2月14日，《人民日报》发表社论指出，以除“四害”为中心的爱国卫生运动，就是通过群众运动，从除“四害”入手，普及卫生常识，破除迷信，消灭疾病及其根源，增进人民健康。1958年，中共中央、国务院发布了《关于除四害、讲卫生的指示》。
1960年，中共中央在《关于卫生工作的指示》中提出“以卫生为光荣，以不卫生为耻辱”的口号。1966年到1976年文化大革命时期，爱国卫生工作受到冲击。但在文革期间，基层工作人员总结的“两管五改”（管水、管粪，改水井、改厕所、改畜圈、改炉灶、改造环境）逐步推广，成为当时指导农村爱国卫生运动的工作要求及目标。国务院总理周恩来在文革期间多次要求在全国继续开展爱国卫生运动。
1978年12月中共十一届三中全会后，爱国卫生运动进入新时期。1978年4月，中共中央重新组建了中央爱国卫生运动委员会，国务院发出《关于坚持开展爱国卫生运动的通知》，通知指出爱国卫生运动是移风易俗、改造国家的深刻革命，通知要求“各地各级应迅速恢复和健全爱国卫生运动委员会及其办事机构，把卫生运动切实领导起来”。1978年8月，中央爱国卫生运动委员会在山东烟台召开全国爱国卫生运动现场交流会，会议提出新时期爱国卫生运动的任务为：城市重点整治环境卫生，农村管好水、粪，标本兼治。1979年6月11日，中央爱国卫生运动委员会、中华人民共和国卫生部发出通知，要求迅速建立健全各级爱国卫生运动委员会办公室，配备专职干部。1980年，中国参加了联合国发起的“国际饮水供应和环境卫生十年”活动，中央爱国卫生运动委员会承担了农村改水职责。1981年2月，中央爱国卫生运动委员会与中华全国总工会、中国共青团中央等9部门联合发出《在全国开展文明礼貌活动的倡仪》，开展以“讲文明、讲礼貌、讲卫生、讲秩序、讲道德，心灵美、语言美、行为美、环境美”为内容的“五讲四美”文明礼貌活动。
1982年制定的《中华人民共和国宪法》第二十一条规定，国家“开展群众性的卫生活动，保护人民健康”。这是宪法首次规定有关内容。
1988年8月11日，国务院将中央爱国卫生运动委员会改名为全国爱国卫生运动委员会（简称“全国爱卫会”），作为国务院议事协调机构。
1988年，全国爱国卫生运动委员会第八次委员会扩大会议提出，从1989年起，在开展群众性爱国卫生活动的同时，要建立“爱国卫生月”制度。“爱国卫生月”为每年4月。
1989年，国务院发布《关于加强爱国卫生工作的决定》，明确爱国卫生工作的基本方针是：“政府组织，地方负责，部门协调，群众动手，科学治理，社会监督”，指出“应当把爱国卫生工作深入持久地开展下去，进一步提高群众的健康意识和健康水平”，要求“各级政府把爱国卫生工作纳入社会发展规划，切实加强领导，使卫生条件的改善及卫生水平的提高，与‘四化’建设同步发展”。为此，全国爱国卫生运动委员会开展了创建卫生城市、卫生先进单位、除“四害”达标等活动，同时继续在农村开展“改水改厕”工作，在城乡开展健康教育，推动城乡基础设施建设及改善环境卫生面貌。1996年全国卫生工作会议上，中共中央总书记江泽民称：“开展群众性爱国卫生运动是我国社会主义卫生事业的一个创造，对于改善城乡环境卫生，提高人民卫生知识和健康水平，发挥了重要作用，这一优良传统，要继承和发扬下去。”1997年，《中共中央国务院关于卫生改革与发展的决定》称，爱国卫生运动是发动群众参与卫生工作的好形式。在城市继续开展创建卫生城市活动，在农村继续以“改水改厕”工作为重点，带动环境卫生整治，预防并减少疾病发生、促进文明村镇建设。
1992年，中共中央总书记江泽民为爱国卫生运动题词：“开展爱国卫生运动，提高全民族的卫生素质，促进两个文明的建设。”
2003年在防治“非典”工作中，全国爱国卫生运动委员会和中央精神文明建设指导委员会联合开展了“讲文明、讲卫生、讲科学、树新风”活动。2004年12月1日修订的《中华人民共和国传染病防治法》体现了开展爱国卫生运动、预防控制疾病的发生和流行的指导思想。2007年10月，中共十七大报告要求继续开展爱国卫生运动。2009年《中共中央国务院关于深化医药卫生体制改革的意见》提出，深入开展爱国卫生运动。将农村环境卫生与环境污染治理纳入社会主义新农村建设规划，推动卫生城市建设和文明村镇建设，改善城乡居民生活工作等的卫生环境。2010年，全国爱国卫生运动委员会全体会议通过了《2010-2012年全国城乡环境卫生整洁行动方案》。
1998年，中华人民共和国卫生部设10个职能司（局、厅），其中包括疾病控制司（全国爱国卫生运动委员会办公室）。2003年，经中央机构编制委员会办公室批准，中华人民共和国卫生部内设司局调整，仍设疾病控制司（全国爱国卫生运动委员会办公室）。2006年，经中央机构编制委员会办公室、中华人民共和国人事部批准，中华人民共和国卫生部内设机构调整，疾病控制司（全国爱国卫生运动委员会办公室）更名为疾病预防控制局（全国爱国卫生运动委员会办公室）。全国爱国卫生运动委员会的具体工作由中华人民共和国卫生部承担。全国爱国卫生运动委员会办公室（简称“全国爱卫办”）设在卫生部，与卫生部疾病预防控制局合署办公。全国爱国卫生运动委员会的组成单位及委员由国务院批准。委员一般由国务院有关部委、中央有关部门、社会团体领导组成，每届任期五年。2013年，撤销中华人民共和国卫生部，成立中华人民共和国国家卫生和计划生育委员会，内设机构包括疾病预防控制局（全国爱国卫生运动委员会办公室）。地方各级爱国卫生运动委员会办公室也相应作出调整。
2013年调整后的全国爱国卫生运动委员会由中共中央宣传部、国家卫生和计划生育委员会、国家发展和改革委员会、住房和城乡建设部、农业部、环境保护部、解放军总后勤部等32个部门组成，全国爱国卫生运动委员会办公室即国家卫生和计划生育委员会疾病预防控制局。
2014年12月23日，国务院发出《国务院关于进一步加强新时期爱国卫生工作的意见》。
爱国卫生运动自1950年代开展以来，主要内容一直是解决人民生产生活中的突出卫生问题，先后开展了 “两管五改”、“五讲四美”、全国城市卫生检查、卫生城镇创建、九亿农民健康教育行动、“讲文明、讲卫生、讲科学、树新风”活动、城乡环境卫生整洁行动等。
2014年4月4日，世界卫生组织驻华代表施贺德在全国爱国卫生运动委员会和国家卫生计生委在北京主办的2014年世界卫生日暨爱国卫生月启动活动上表示，“1949年以来中国通过爱国卫生运动改善了卫生条件，由此大大减少了病媒传播疾病，如疟疾患病人数由1955年的6000万人降低到了2013年的3000人，由寄生虫传播的血吸虫病患者也急剧减少。”“中国要彻底消灭疟疾和血吸虫病的决心和壮举证明了中国将引领全世界的这一进程，世卫组织乐于支持中国同行们把好的经验和做法介绍到其他国家和地区。”
2022年12月26日，中共中央總書記習近平作出「重要」指示指出，愛國衛生運動堅持以人民健康為中心，堅持預防為主，為改變城鄉環境衛生面貌、有效應對重大傳染病疫情、提升社會健康治理水準發揮了重要作用。國務院總理李克強作出批示指出，愛國衛生運動70年來，開展了卓有成效的群眾性衛生活動，為保障人民健康發揮了重要作用，是一項重大惠民工程。
2025年8月7日，为應對基孔肯雅热疫情，佛山市全市开展爱国卫生运动统一行动。